# Самарська Ганна Миколаївна
Самарська Ганна Миколаївна, до шлюбу Косяченко (1 грудня 1941, село Богданівка, Яготинський район) — українська художниця, майстриня народного декоративного живопису і петриківського розпису. Продовжує одночасно творчі ідеї Катерини Білокур і майстринь з Петриківки. Народна художниця України (2009), заслужена майстриня народної творчості УРСР (1974), нагороджена орденом «Знак Пошани» (1974), лауреатка премії імені Катерини Білокур, членкиня Національної спілки художників України (1977).

## Життєпис
У 1952 в десятирічному віці познайомилася зі славнозвісною односельчанкою Катериною Білокур. Це знайомство було визначальним в житті Ганни Косяченко, Катерина Білокур стала її духовною наставницею і вчителькою на все життя. Дружба між ними продовжувалася до смерті Білокур.
З 1960 року працювала на Київській фабриці сувенірних виробів близько року, де познайомилася, зокрема, з майстринею петриківського розпису Марфою Тимченко. За час роботи на фабриці освоїла принципи петриківського розпису, переважно вивчаючи твори учениць Тетяни Пати, що працювали у Києві, зокрема Марфи Тимченко, напряму не навчаючись у них.
Згодом переїхала в Петриківку, де з 1961 до 1990 працювала на Фабриці петриківського розпису «Дружба». Входила до художньої ради фабрики та очолювала групу майстринь.
Стиль петриківського розпису Ганни Самарської мав значний вплив на розвиток цього напрямку мистецтва, зокрема творчий винахід художниці зображати «пухнасті» хвости пташок став широко відомим і був перейнятий багатьма іншими майстринями і маймтрами петриківки.
Після виходу на пенсію залишилася жити в Петриківці, але згодом полишила петриківський розпис і зосередилася на квітковому живописі, розвиваючи спадщину Катерини Білокур і виконуючи великі полотна, створення кожного з яких потребує значного часу. При цьому Самарська не продає твори і не працює на замовлення, віддаючи весь час створенню цілісної колекції своїх робіт, яка в майбутньому зможе стати основою для виставок і видання альбомів репродукцій. У 2008 році було опубліковано альбом репродукцій Самарської, в який увійшло понад сто її робіт (переважно квітковий живопис). У 2020 році було опубліковано другий альбом репродукцій Ганни Самарської, що включає роботи художниці 2009-2019 років, зокрема і нові петриківські розписи.